# متحف تراسنطا
متحف تراسنطا أو متحف الأرض المقدسة هو متحف أثري تديره حراسة الأراضي المقدسة في البلدة القديمة في القدس الشرقية. نشأ هذا المفهوم من "متحف الآباء الفرنسيسكان" الأول الذي افتتح في عام 1902. لعرض نتائج الحفريات الأثرية التي أجراها معهد الكتاب المقدس الفرنسيسكاني في الأرض المقدسة. يضم اليوم الآثار الواقعة في كنيسة الجلد.
يعتبر المتحف خليفة للمتحف الأصلي الذي أنشأه الحارس فريديانو جيانيني في القدس عام 1902، يعرض هذا المتحف تاريخ الأرض المقدسة وأصول المسيحية من خلال عرض الاكتشافات من الحفريات التي أجراها علماء الآثار الفرنسيسكان، بالإضافة إلى الأشياء التي تم التبرع بها للمتحف.

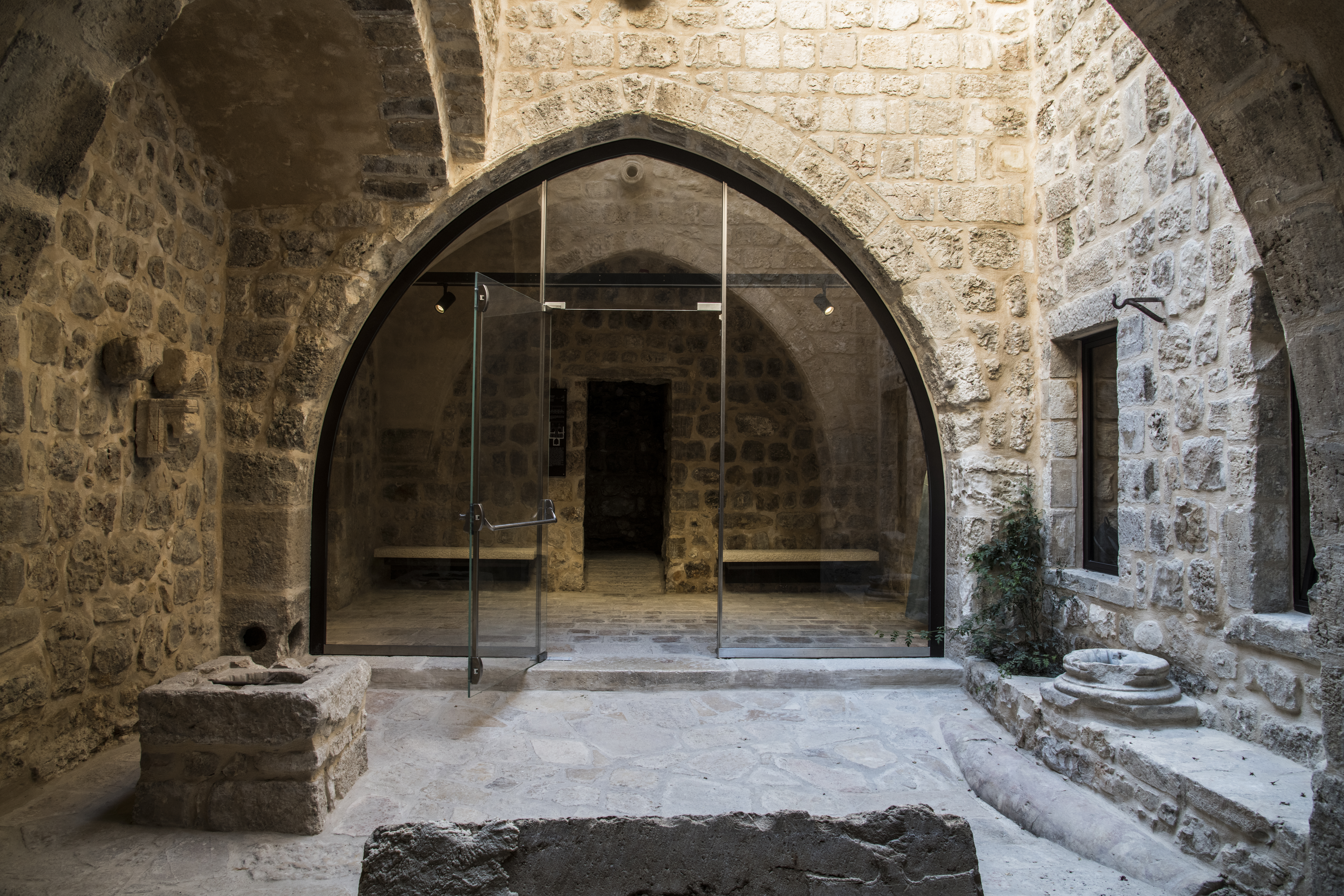
باحة متحف الأرض المقدسة في القدس

## محتويات المتحف
يضم المتحف مجموعة كبيرة من القطع الأثرية والعناصر والهياكل القديمة من خطافات الصيد، والمقاليع ورؤوس الحراب والخزانات والبذور ودبابيس الشعر والمرايا وأطقم الملاعق وأدوات المائدة وأدوات العمل والعملات القديمة وقوالب صب العملات المعدنية وشظايا النرد الخزفية والألواح الحجرية والعظام ومقابر الدفن التي كانت موجودة في عهد السيد المسيح، والتي جمعت من أنحاء متفرقة من الأراضي الفلسطينية ومصر والأردن ولبنان وقبرص خلال القرن العشرين على يد الرهبان الفرنسيسكان ثُمّ خُزنت لسنوات قبل نقلها إلى المتحف.
يتم عرض مجموعات المتحف في ثلاثة أجنحة وهي:
- تقدم غرفة "طريق الآلام" الغامرة تجربة الوسائط المتعددة التي تتتبع أكثر من 2000 عام من تاريخ القدس في 15 دقيقة، داخل المنطقة الأثرية التي تم تحديدها تقليديًا باسم قلعة أنطونيا وبريتوريوم بيلاطس.[18]
- جناح سالير، الذي سمي على اسم عالم الآثار والمدير الأول للمتحف في كنيسة الجلد، يقدم سيلفستر سالير رحلة متحفية تتمحور حول حياة يسوع المسيح، من بقايا الناصرة إلى كنيسة القيامة. كما يضم مجموعة من الاكتشافات الأثرية التي تعود إلى العصر البرونزي وحتى العصر الصليبي.[19]
- جناح كوربو، الذي سمي تكريمًا لعالم الآثار الفرنسيسكاني الأب. يتناول فيرجيليو كوربو المؤسسات السياسية والحياة اليومية خلال فترة العهد الجديد وكذلك الحركة الرهبانية المبكرة في الأرض المقدسة. كما يعرض في الطابق الأول نقوشًا ومصابيح زيتية بيزنطية وبرونزيات وأواني زجاجية والمجموعة المصرية وغيرها من التحف الفنية المسيحية والإسلامية.[20]

## الفن والتاريخ
المتحف قيد الإنشاء في دير المخلص الواقع في البلدة القديمة في القدس. تم الإعلان رسميًا عن إطلاق هذا المشروع في 10 مارس 2013، من قبل بييرباتيستا بيتسابالا، حارس الأراضي المقدسة في ذلك الوقت. بدأت أعمال بناء المتحف في عام 2018، ومن المتوقع افتتاحه للجمهور في عام 2027.
سيعرض متحف الأرض المقدسة للفن والتاريخ التراث الفني والثقافي الذي حافظت عليه حراسة الأراضي المقدسة منذ العصور الوسطى وحتى العصر الحديث. تم عرض هذه المجموعات على الجماهير في جميع أنحاء العالم خلال العديد من المعارض في انتظار افتتاح المتحف، ولا سيما في فرنسا في قصر فرساي في عام 2013، وفي لشبونة في متحف كالوست جولبنكيان في عام 2023.
سيتم عرض مجموعات المتحف في ثلاثة أقسام:
- القسم المخصص للفن المسيحي الشرقي الأيقونات والمنسوجات والمجوهرات والتحف المصنوعة من عرق اللؤلؤ. سيوضح هذا الجزء من المتحف عمق الروابط التي نشأت بين حراسة الأراضي المقدسة والسكان المحليين، فضلاً عن ثراء التراث النابع من الحرف اليدوية الفلسطينية.[24]
- قسم تاريخ وبعثات حراسة الأراضي المقدسة مجموعة من الأشياء المرتبطة بالحضور الفرنسيسكاني في الأراضي المقدسة منذ القرن الثالث عشر. سيتم عرض أشياء ثمينة من العصر الصليبي،[25] ومجموعة غنية من الأدوات من صيدلية الدير القديمة،[26] ووثائق ومخطوطات من أرشيف حراسة الأراضي المقدسة، ومجموعة من العناصر المرتبطة وسام القبر المقدس.[27]
- القسم المخصص لـ"كنز القبر المقدس " التبرعات التي قدمت إلى حراسة الأراضي المقدسة من قبل العديد من الملوك الكاثوليك على مر القرون. يشتمل هذا التراث الفريد على أعمال فنية من أدوات المائدة الفضية والمنسوجات،[28] والأثاث المخصص للاستخدام أثناء العبادة أو لتزيين الأماكن الدينية، والتي أرسلها زعماء مثل فيليب الثاني ملك إسبانيا، ولويس الرابع عشر ملك فرنسا، ويوحنا الخامس ملك البرتغال، وتشارلز السابع ملك نابولي، وماريا تيريزا من النمسا.[23]

## التصميم
ينقسم المتحف إلى قسمين يقع أحدهما في المجمع الذي يضم كنيسة الجلد القابعة في طريق الآلام حيث كان الجنود الرومان يجلدون يسوع بعدما حكم عليه بيلاطس البنطي بالإعدام، ويقع الآخر في دير القديس المخلص في البلدة القديمة في القدس، ويشرف هذا المبنى على منظر جميل يحيط بالمبنى حيث لا زال محتفظاً بالكروم والأشجار التي غرست حوله. استعمل الطابق الأول من هذا المبنى كمعصرة للزيتون، واستعمل الطابق الثاني للسكن.

## معرض الصور

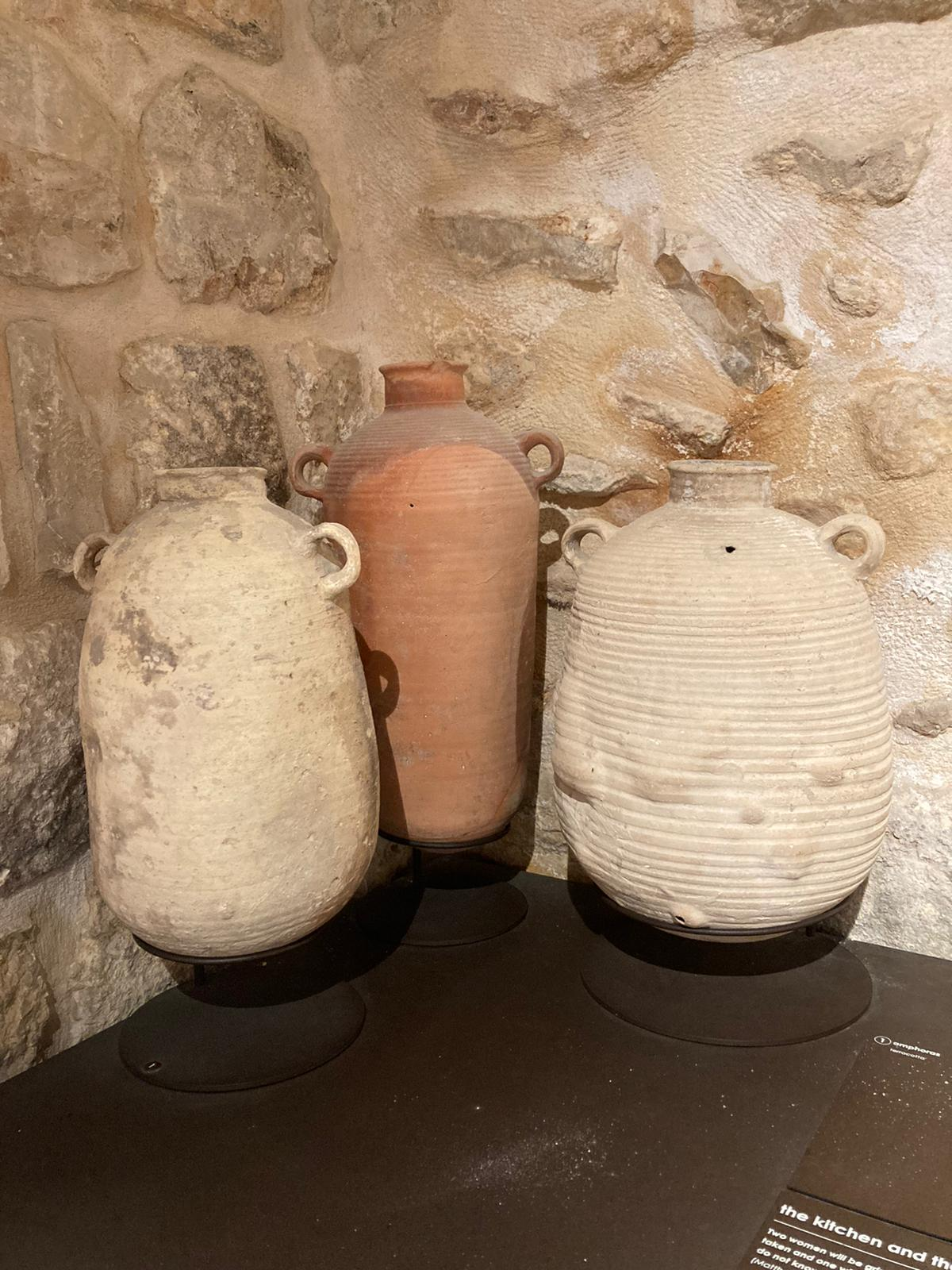
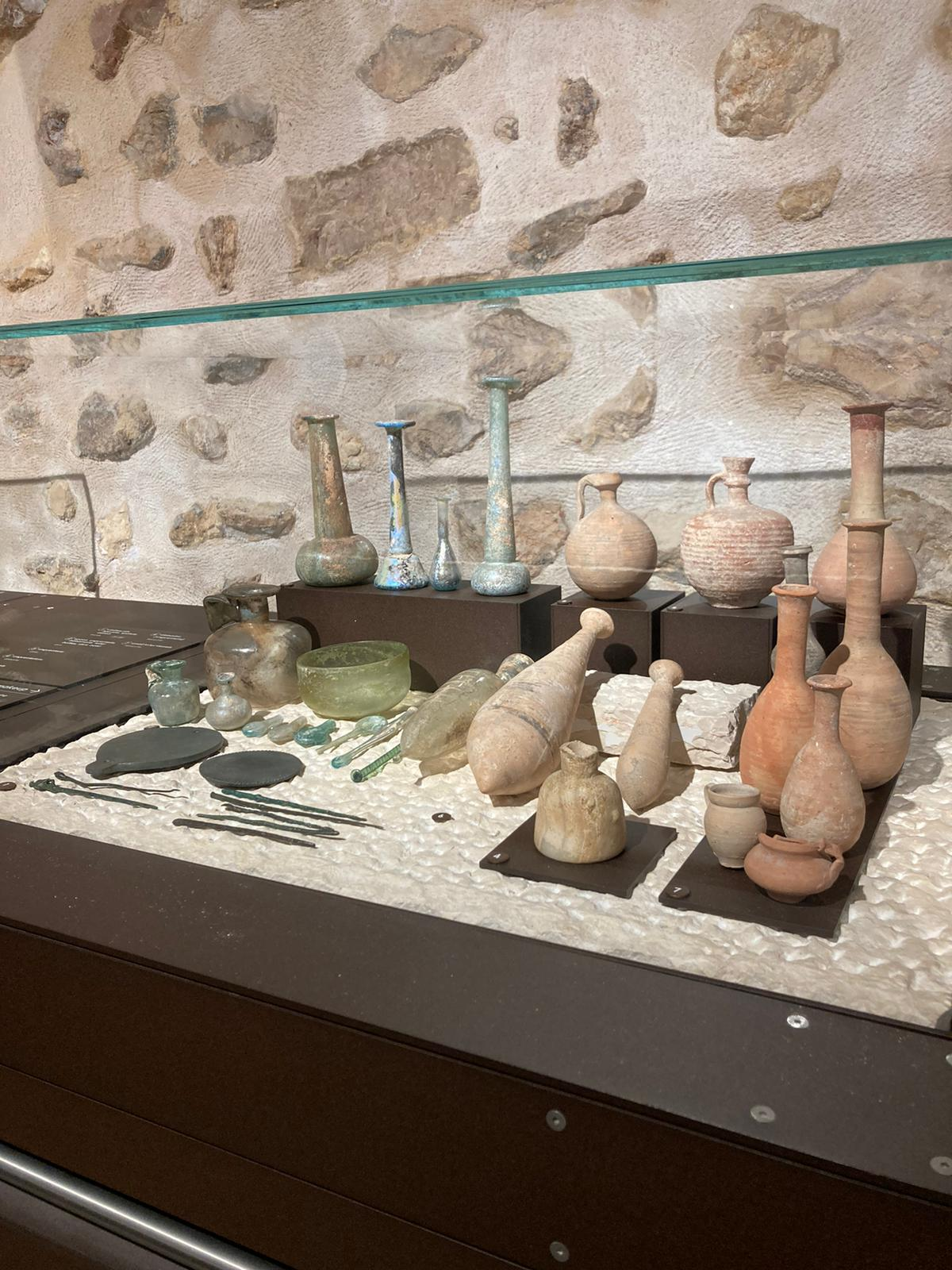
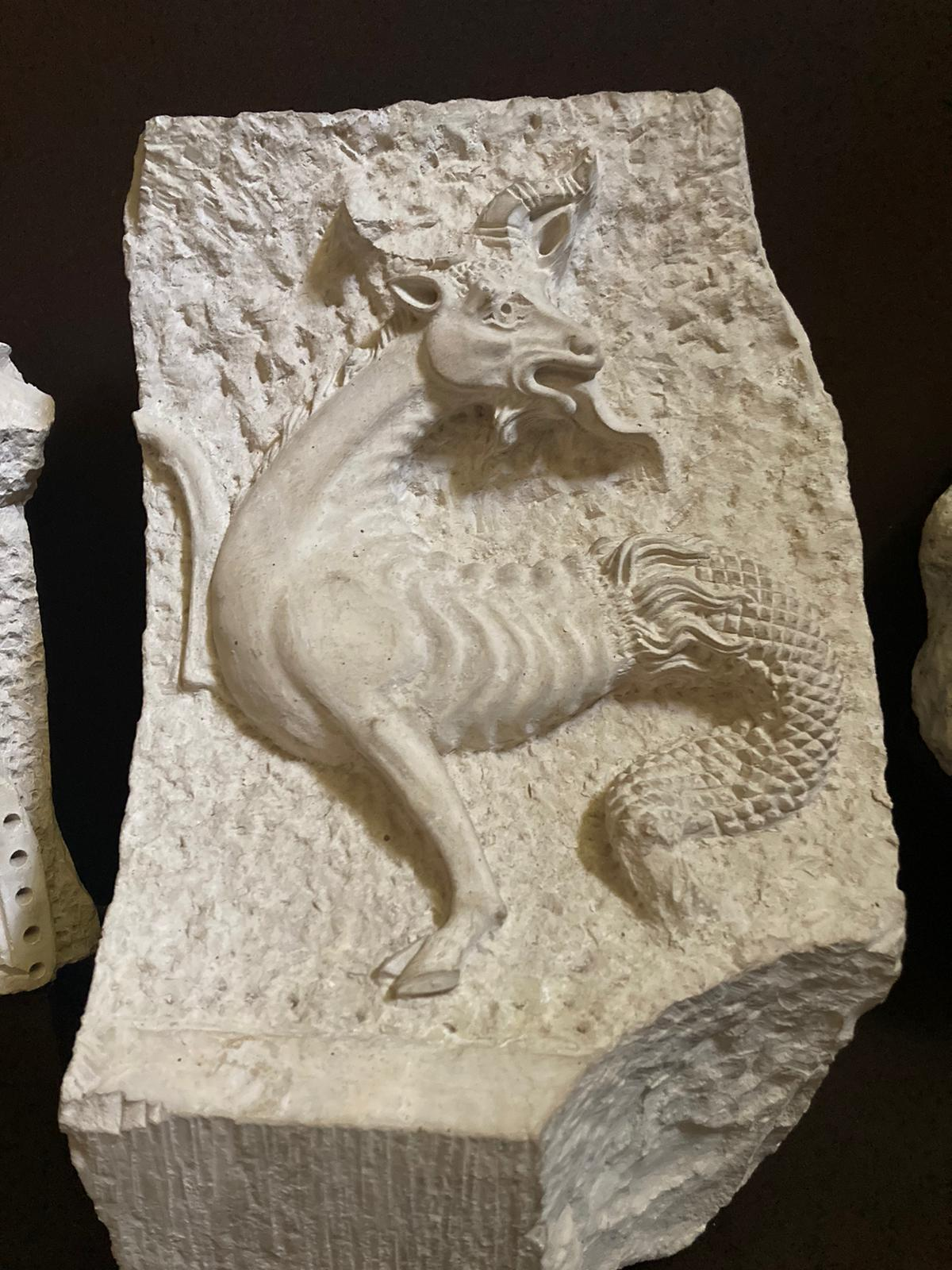
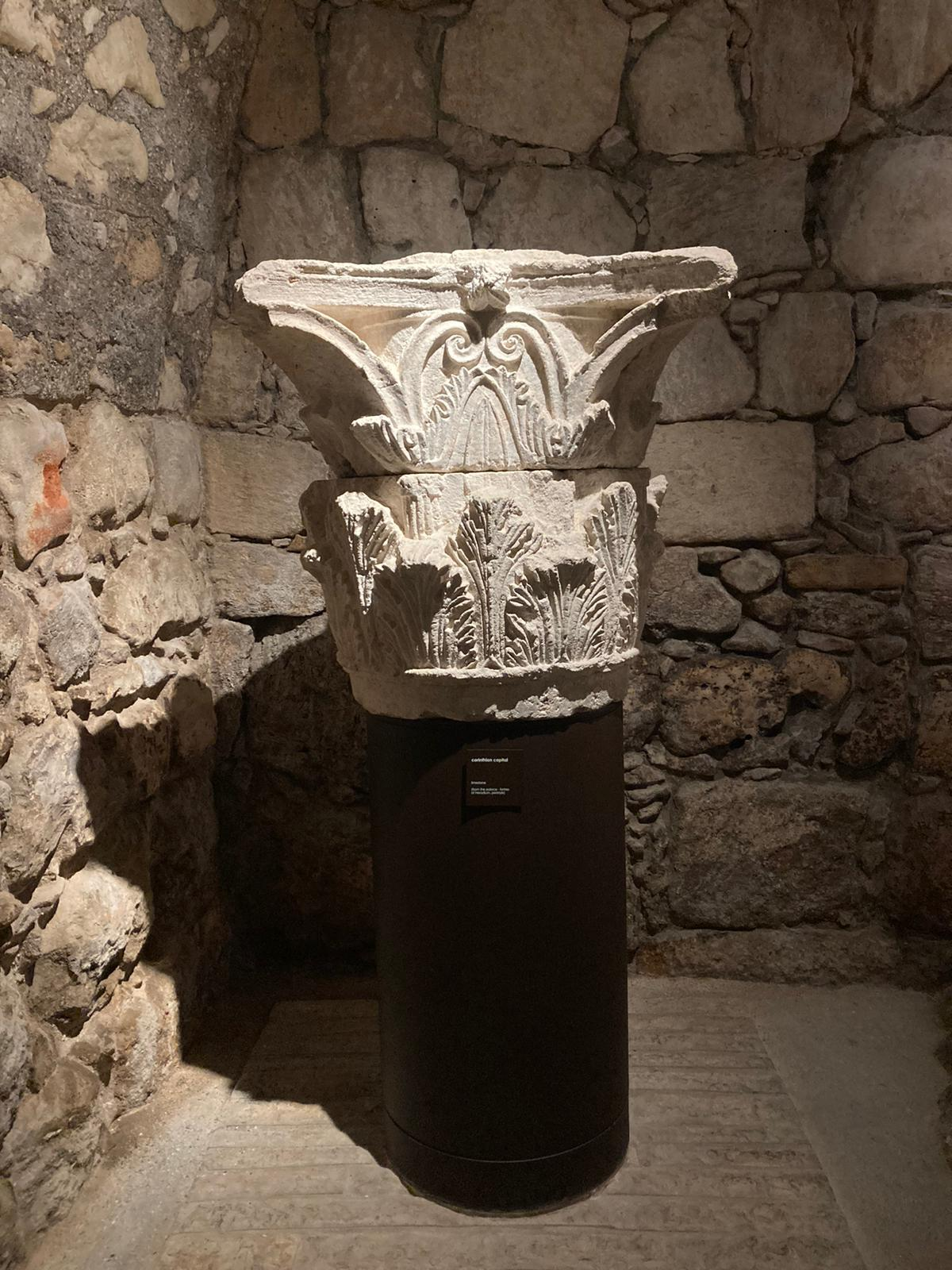
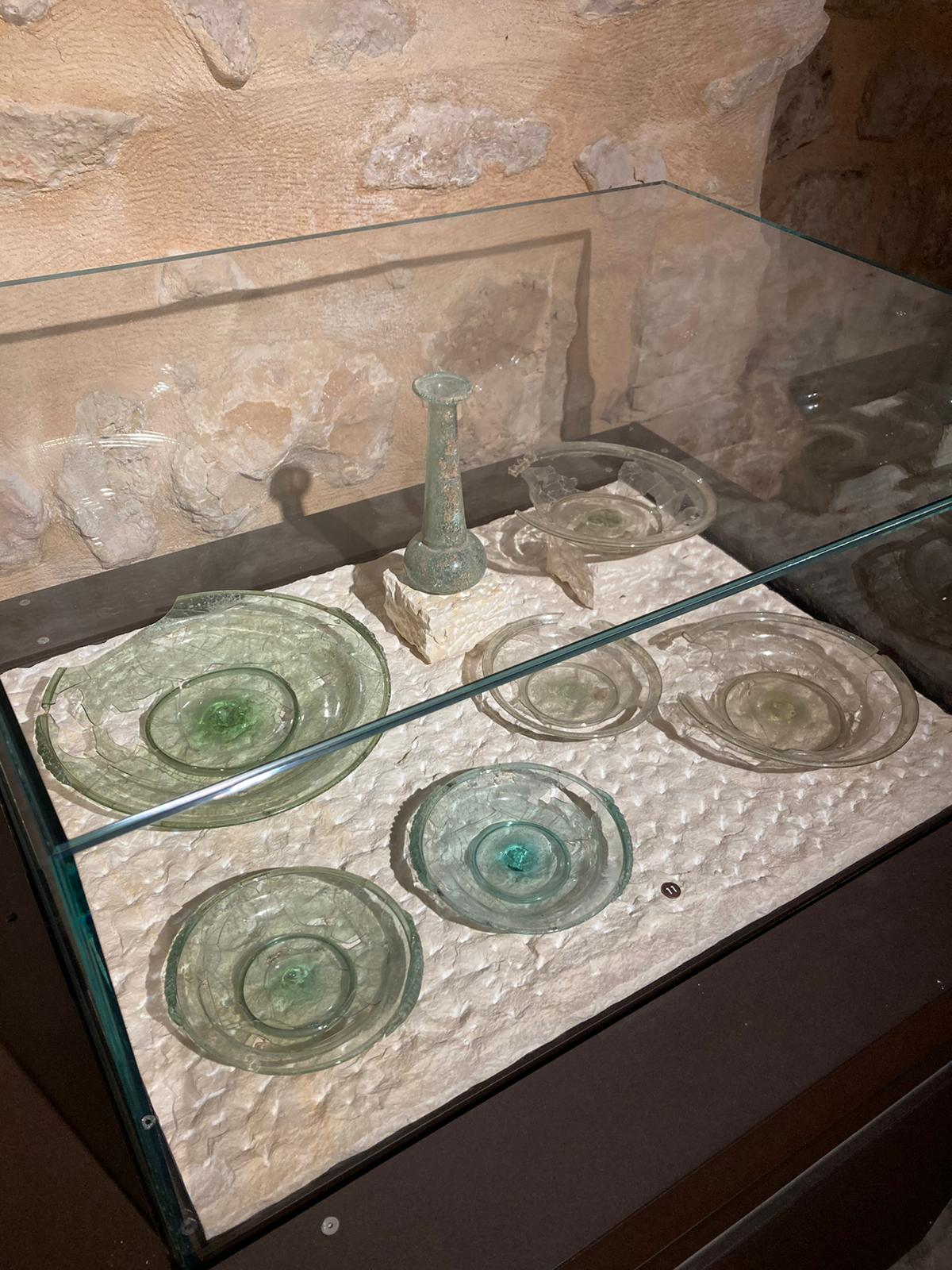
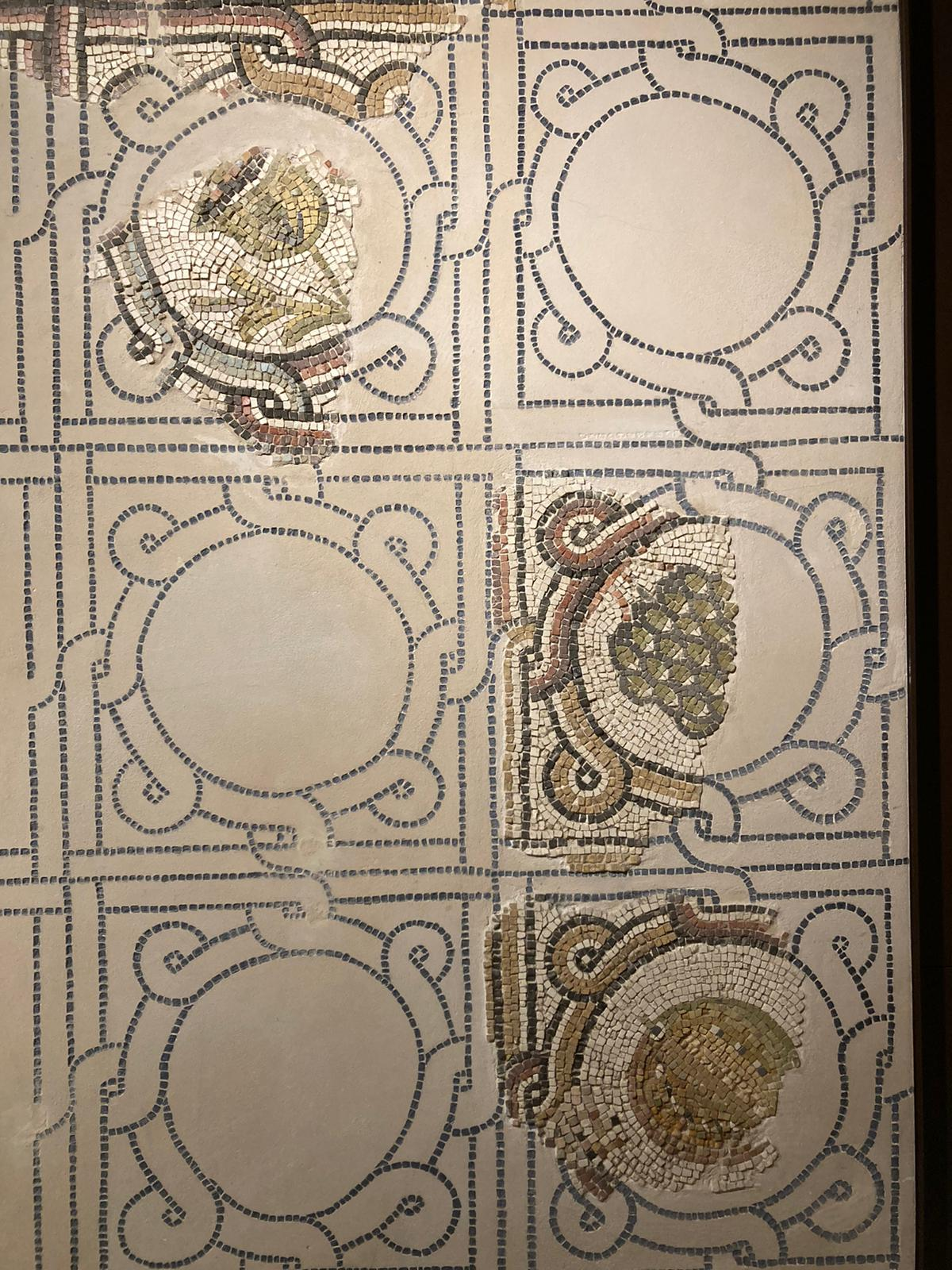